# Список книжных утрат поздней Античности и Тёмных веков
В период IV—V веков в античном мире происходил сложный процесс смены культурных приоритетов, при этом значительная часть античной литературы, не внесённой в школьный канон чтения, перестала копироваться и распространяться. Памятники античной культуры переписывались на папирусных свитках, новые — христианские книги записывались на пергаментных кодексах. Произведения, непопулярные в IV—V веках (в том числе христианские), оказались в значительной степени утрачены. В ряде случаев произведения, утраченные ещё в древности, могли случайно уцелеть, находки такого рода стали появляться с XIX века в связи с открытием папирусов в Египте (так была обнаружена «Афинская полития» Аристотеля). Поскольку в раннем средневековье пергамент был дорог, неактуальные тексты счищались или смывались, но с помощью химикатов или инфракрасной съёмки возможно прочитать и первоначальный текст, такого рода вторичные тексты именуются палимпсестами. В 1822 году была открыта значительная часть трактата Цицерона «О государстве», и это был первый пример восстановления утраченного античного текста. Последняя находка такого рода на сегодняшний день — «Палимпсест Архимеда». О части утраченных в «тёмные века» сочинений можно судить по трудам средневековых энциклопедистов, например в «Библиотеке» патриарха Фотия IX века содержатся рефераты 279 сочинений, из них почти половина не дошла до наших дней. Ниже приводится список наиболее известных авторов Античности, известных из упоминаний или цитирований, работы которых не сохранились до наших дней.
По подсчётам, до папирологических находок известны имена около 2000 авторов, писавших на греческом языке до 500 года н. э. Сохранились тексты только 253 из них, по большей частью — фрагментарно, в цитатах или извлечениях. Аналогично известны имена 772 латиноязычных авторов, живших до 500 года, но сохранились тексты только 144 из них. Из этого делается вывод, что сохранилось менее 10 % наследия античной литературы, при этом следует иметь в виду, что подсчёт вёлся по авторам, упоминаемым в сохранившихся текстах.
Объёмные античные тексты делились на «книги», соответствующие современной главе. Во времена записи текстов на папирусы, одна книга соответствовала стандартному рулону папируса (6 м длины и 30—40 см высоты).

## Авторы полностью утраченных текстов
Приводятся названия работ, известных по упоминаниям другими авторами
- Агатархид — греческий географ II века до н. э. Полностью утрачены его «Описание Азии» в 10 книгах, «Описание Европы» в 49 книгах и «Перипл Эритрейского моря» в 5 книгах.
- Агатон — трагик, реформатор античной драматургии. Известны названия 6 его пьес и 31 фрагмент из них.
- Александр Полигистор — «Преемства».
- Алкей — комментированное издание его поэзии включало 10 книг, из которых в античном цитировании уцелело не более 500 строк.
- Алкман — создал не менее 60 произведений, сведённых в 6 книг, с XIX века в Египте обнаруживаются папирусы с фрагментами песен Алкмана (не менее 100 строк).
- Анакреонт — его поэзия была сведена в древности в 5 книг. Сохранилось менее 20 строк.
- Анаксагор — из его трудов уцелели немногочисленные отрывки.
- Антимах Колофонский — автор двух крупных произведений — эпической поэмы «Фиваида» и элегии «Лида», от которых сохранились небольшие фрагменты.
- Аполлодор из Артемиты — автор «Парфики», обширного труда по истории и географии Парфии и соседних земель.
- Аристарх Тегейский — создал 70 пьес, известны названия трёх из них.
- Берос — «Вавилонская история» в 3 книгах.
- Гай Азиний Поллион — «История гражданской войны» в 17 книгах.
- Гортензий — автор речей, стихов и истории Союзнической войны, из которых ничего не сохранилось.
- Дифил — написал около 100 комедий, сохранились заглавия и фрагменты 50 из них.
- Евдем Родосский — сочинения по истории арифметики, геометрии и астрономии.
- Евполид — древнеаттический драматург, известны заглавия 17 его пьес и ничтожные фрагменты.
- Егесипп — христианский автор II века, автор «Апостольской традиции» в 5 книгах, из которых не сохранилось ни одной.
- Ивик — поэт, чьи сочинения были сведены в 7 книг. На папирусах сохранилось не более 40 стихотворных строк.
- Каллисфен — «Hellenica» в 10 книгах (история Греции с 857 до н. э. до 387 до н. э.,) и история войны с фокидцами (356 до н. э. — 345 до н. э.)
- Квинт Энний — автор дидактической поэзии, в том числе «Анналов» в 18 книгах, и не менее 22 драм. Сохранилось около 600 стихов.
- Киклики — авторы 10 эпических поэм, примыкающих к гомеровскому циклу и включаемых в школьную программу Античности.
- Император Клавдий — утрачены «История гражданских войн»; «История этрусков» («Тирреника») в 20 книгах, со словарём этрусского языка; «История Карфагена» в 8 книгах. Две последние книги написаны по-гречески.
- Клитомах — сочинения составляли 400 книг, у Цицерона сохранилось заглавие 1 его труда.
- Ктесибий — «Пневматика», «Memorabilia» (сборник научных трудов).
- Ктесий — «Персика» в 23 книгах, «Индика» — сочинение, посвященное Индии, и представляющее собой запись сообщений персидских информаторов Ктесия об этой стране; «О горах»; «Перипл Азии»; «О дани, собираемой в Азии»; «О реках».
- Манефон — египетский жрец, писавший по-гречески. Полностью утрачены «История Египта» в 3 книгах, также ему приписывали следующие сочинения, не дошедшие до нашего времени: «Священная книга», «Эпитомы (сокращенные выписки) по физике» (Φυσικών ἐπιτομή), «О празднествах» (Περί ἑορτών), «О древностях и благочестии» (Περί αρχαϊσμού και ευσεβείας), «О производстве кифи», «Против Геродота» (Τά πρός Ἡροδότου), «Книга Сотис», астрологическое сочинение в 6 книгах «Апотелесматика» (Ἀποτελεσματικά).
- Маркион — ересиарх, составитель первого канона Нового Завета, основное сочинение — «Антитезы», известное только по опровержениям.
- Марк Валерий Мессала Корвин — оратор и писатель, автор воспоминаний о гражданской войне, которыми пользовался Плутарх. Из его сочинений не сохранилось ничего.
- Марк Веррий Флакк — «О темных выражениях у Катона (de obscuris Catonis)»; «О правописании (de orthographia)»; «Письма по филологическим вопросам (epistulae)»; «Saturnus», сочинение, посвящённое религиозным древностям; «Этруски (res Etruscae)», где, по-видимому, рассматривалось влияние этого народа на римлян; «Достопамятное (rerum memoria dignarum libri)», куда Веррий заносил особенно интересовавшие его факты.
- Мемнон Гераклейский — «История Гераклеи Понтийской»
- Менандр — автор 105 или 108 комедий, которые считали утраченными уже в Средние века. Благодаря палимпсестам и папирологическим находкам XX века, в настоящее время известны более 2000 стихов по крайней мере 7 его комедий, в том числе неотождествлённых.
- Неарх — соратник Александра Македонского, описал путешествие вдоль побережья от Инда до устья Тигра. Часть его изложена Аррианом и используется Страбоном.
- Октавиан Август — «Автобиография» (De Vita Sua).
- Онесикрит — автор жизнеописания Александра Македонского, критикуемого в Античности за обилие вымышленных эпизодов.
- Памфил Александрийский — греческий грамматик I в. н. э., автор словаря непонятных и заимствованных слов в 95 книгах.
- Папий Иерапольский — раннехристианский писатель, автор «Изложения изречений Господних» в 5 книгах, из которых не сохранилось ни одной.
- Пифей — путешественник из Массалии (Марселя), его единственное сочинение «Об океане» было весьма популярно в Античности.
- Посидоний — «О критерии», «Об общих основах исследования против Гермагора», «Против Зенона Сидонского», «Сравнение мнений Гомера и Арата об астрономии», «Физика», «О мире», «О богах», «Основы метеорологики», «О небесных явлениях», «О судьбе», «О героях и демонах», «О гадании», «О величине солнца», «Об океане», «Перипл», «О душе», «О страстях», «О гневе», «Этическое рассуждение», «О добродетелях», «О надлежащем», «История», «История Помпея», «Протрептики», «Тактика». Сохранившиеся фрагменты не могут быть отождествлены.
- Публий Теренций Варрон — «Война с секванами», дидактические работы, сатиры.
- Ринтон Тарентский — драматург, автор 38 трагикомедий, известны названия 9 из них.
- Сапфо — корпус произведений насчитывал 9 книг, до нашего времени дошло около 170 фрагментов, в том числе одно стихотворение целиком. С начала 2000-х годов на папирусах обнаружено ещё одно полное стихотворение и ряд отрывков.
- Симонид — в целом виде дошло только 3 короткие элегии, несколько эпиграмм, несколько эпитафий, около 90 фрагментов. В 1992 году были опубликованы новые фрагменты папирусов с текстами элегий Симонида.
- Стесихор — в Античности его поэтические произведения сводились в 26 книг (больше, чем у всех остальных греческих лириков вместе взятых), из которых не сохранилось ни одного.
- Сульпиций Александр — римский историк IV—V веков. Составил продолжение «Истории» Аммиана Марцеллина, как минимум, в 4 книгах, которую цитировал ещё Григорий Турский.
- Теодект — оратор и трагический поэт, автор 50 трагедий, известны названия 13 из них.
- Тимон из Флиунта — философ-скептик, ученик Пиррона; из его сочинений сохранились только фрагменты.
- Феопомп — историк и оратор, популярный в Античности. Его исторические труды объединялись в 72 книги.
- Ферекид Леросский — «История» в 10 книгах (генеалогия богов, героев и других персон вплоть до эпохи самого Ферекида); «История Лероса», «Об Ифигении», «На празднествах Дионисия».
- Ферекид Сиросский — «Семинедрие» (теогония и космогония).
- Филемон Сиракузский — автор 97 комедий, из которых 57 известны по названиям.
- Хрисипп — сочинения составляли 705 книг, из которых не осталось ни одной.
- Эпихарм — автор 52 драм и многочисленных естественнонаучных и философских трудов, из которых не сохранилось ни одного.
- Эфор Кимский — его исторический труд в 30 книгах был первой попыткой всеобщей истории у греков (доведён до 340 г. до н. э.).

## Авторы, чьи тексты частично сохранились
Перечислены только утраченные тексты, если не указано обратного
- Аммиан Марцеллин — из его «Истории в 31 книге» сохранилось 18 последних. Все они восходят к единственной рукописи IX века.
- Аристарх Самосский — сохранилось единственное сочинение — «О величинах и расстояниях Солнца и Луны».
- Аристоксен — теоретик музыки. Сочинения включали не менее 450 книг, сохранилась единственная компиляция с лакунами — «Элементы гармонии».
- Аристотель — его собрание сочинений в значительной степени сохранилось. Уже в Средние века была утеряна вторая книга «Поэтики» («О комедии»), а также 158 «Политий» (из которой уцелела только «Афинская», найденная в записи на папирусе) и «О пифагорейцах». По объёму современное собрание сочинений составляет не более трети от утраченного.
- Аристофан — из 40 пьес сохранилось 11.
- Ауфидий Басс — две исторические работы, которые в настоящее время утеряны, кроме нескольких фрагментов. Это «Libri belli Germanici», где рассказывалось о войне против германцев в правление Октавиана Августа, и «История».
- Гай Светоний Транквилл — более 10 сочинений на разные темы, вероятно, объединённые в сборнике «Луга». Отсутствующие ныне предисловие и начало биографии Юлия Цезаря в «Жизни 12 цезарей» существовали ещё в VI веке, но к началу Каролингского возрождения были утрачены.
- Гай Юлий Цезарь — утрачены трагедия «Эдип», филологический трактат «Об аналогии», поэма «Путь», политический памфлет «Антикатон» (ответ на панегирик «Катон» Цицерона) и астрономическое сочинение в соавторстве с Созигеном. Существовали и сборники его изречений, речей и писем, уничтожаемые при Августе.
- Диодор Сицилийский — «Историческая библиотека» в 40 книгах, из которых сохранились 15.
- Евклид — «Поризмы» — об условиях, определяющих кривые; «Конические сечения»; «Поверхностные места» — о свойствах конических сечений; «Псевдария» — об ошибках в геометрических доказательствах; «Катоптрика» — теория зеркал; «Деление канона» — трактат по элементарной теории музыки.
- Еврипид — создал 90 пьес, из которых сохранилось 18, но остались незначительные фрагменты от большинства утраченных.
- Каллимах из Кирены — поэт, писатель и библиограф. Сочинения включали не менее 800 книг, из которых 120 — аннотированный каталог Александрийской библиотеки. Дошли 6 гимнов. Небольшие фрагменты обнаруживаются на папирусах.
- Квинт Туллий Цицерон — четыре трагедии в греческом стиле; диалог «Гортензий, или О философии» (он оказал большое воздействие на стиль Августина Блаженного); «Consolatio».
- Марк Анней Лукан — поэмы «Орфей» (был известен ещё в средние века), «Илиакон» (о Троянской войне и смерти Гектора), «Катахтонион», «Сатурналии», трагедия «Медея» и другие многочисленные произведения пропали почти бесследно.
- Марк Порций Катон Старший — «Origines» в 7 книгах (история Рима и италийских государств); энциклопедия в форме наставлений «Praecepta ad filium»; сборники писем и речей; поэма «Carmen de moribus».
- Марк Теренций Варрон — создал не менее 70 сочинений, объёмом в 600 книг, из которых частично сохранились 3. Наиболее значительна утрата 9 книг Варрона «Disciplinae», которая считается первой античной энциклопедией.
- Марк Туллий Цицерон опубликовал 88 политических и судебных речей, из которых полностью или в значительных фрагментах сохранились 58. До нас дошли также 19 трактатов по риторике, политике и философии, более 800 писем. Утрачен труд «О моих политических замыслах» (De consiliis suis), поэтические переводы Арата из Сол; ряд речей. Латинский перевод «Тимея» Платона (первый известный его латинский перевод) сохранился лишь частично. Известное по упоминаниям сочинение «Historiarum», видимо, вообще не было написано.
- Никандр Колофонский — поэмы «Киммерийцы», «Европия», «Георгики» (возможно, использовались Вергилием), «Превращения», «Гиацинт», «Гимн Атталу», «Melissourgica», «Oetaica», «Ophiaca», «Sicelia», «Thebaica», и т. д.
- Ориген — считалось, что его сочинения включали более 2000 книг, в том числе первый образец библейской критики — «Гексапла» в 50 книгах, из которых уцелели лишь немногие отрывки.
- Пиндар — дошло четыре неполных цикла эпиникиев, в том числе 14 — в честь победителей Олимпийских игр, 12 — Пифийских, 11 — Немейских и 8 — Истмийских. Сохранившееся составляет едва ли четверть того, что было создано поэтом, поскольку издание Пиндара, подготовленное александрийскими учёными, включало 17 книг.
- Плиний Старший — «О кавалерийском метании», «О жизни Помпония Секунда» в 2 книгах, Studiosi в 3 книгах (риторическое сочинение), «Сомнительные слова» в 8 книгах, «История» в 31 книге (продолжение труда Ауфидия Басса), «Германские войны» в 20 книгах, 160 книг с выписками из прочитанного.
- Плиний Младший — многочисленные судебные речи и панегирики, из которых сохранился только «Панегирик императору Траяну».
- Плутарх — не сохранился ряд биографий из «Сравнительных жизнеописаний».
- Полибий — из 40 книг «Всеобщей истории» полностью дошли до нас первые пять, от остальных сохранились фрагменты.
- Прокл Диадох — плодовитый философ. Не сохранились: «Возражения против христиан» (Ἐπιχειρήματα κατὰ Χριστιανῶν) в 18 книгах, «О хрестоматии» (Περὶ χρηστομαθείας) в 2 книгах, «О воспитании» (Περὶ ἀγωγῆς) в 2 книгах, «О богах у Гомера» (Περὶ τῶν παρ' Ὁμήρῳ θεῶν), «На богословие Орфея» (Εἰς τὴν Ὀρφέως Θεολογίαν), «Согласие Орфея, Пифагора и Платона с оракулами» (Συμφωνίαν Ὀρφέως, Πυθαγόρου, Πλάτωνος περὶ τὰ Λόγια) в 10 книгах, «О Великой Матери» (Μητρῳακόν), «Комментарии ко всему Гомеру», «Комментарии к „Трудам и дням“ Гесиода».
- Софокл — из 123 его трагедий сохранились 7, а также около 1000 фрагментов.
- Страбон — «История» в 43 книгах (продолжение «Всеобщей истории» Полибия) утрачена полностью. В хорошо сохранившейся «Географии» утрачено больше половины книги VII (из XVII), но её содержание известно из средневековых пересказов.
- Татиан — «Книга вопросов» и свод четырёх Евангелий под названием «διὰ τεσσάρων», «О животных», «Против тех, которые рассуждали о божественных делах». Сохранились: трактат «Речь против эллинов» и небольшая выдержка из книги «О совершенстве по учению Спасителя».
- Теофраст — в древности ему приписывалось 227 сочинений, в том числе «О слоге», которое в Античности ценилось выше «Риторики» Аристотеля. Все сохранившиеся его сочинения содержат лакуны.
- Тертуллиан — утрачены около 15 сочинений на греческом и латинском языках, некоторые из которых существовали ещё в IX веке.
- Тит Ливий — из 142 книг «Истории Рима» утрачено 107, неизвестно даже её авторское название.
- Эпикур — философ-атомист, из его работ утрачены «Большой обзор» и «О природе», последняя состояла из нескольких книг.
- Эратосфен — список работ разнится у разных авторов, утрачена «География» в 3 книгах, «Измерение Земли»; «Хронография»; «О древней поэзии»; две поэмы и др.
- Эсхил — считается автором 90 пьес, из которых до нас дошли 6 и фрагменты седьмой обнаружены в 1990-е годы на папирусах.
- Юлий Поллукс — автор многочисленных произведений, из которых до нас дошёл только «Ономастикон», причём в позднем переложении.